# Dance, Kid, Dance
«Dance, Kid, Dance» es una canción grabada por la banda de rock estadounidense Shinedown. Fue lanzado el 9 de mayo de 2025 a través de RCA Records como el segundo sencillo de su próximo octavo álbum de estudio.

## Antecedentes
El 15 de enero de 2025, la banda compartió una lista de reproducción en Spotify titulada "D.K.D. Mixtape", que incluía una amplia gama de canciones de diversos géneros, acompañada de la sugerencia de "dejar que la música te mueva". Posteriormente, se reveló que el título de esta lista era un acrónimo de "Dance, Kid, Dance". El 17 de enero, la banda anunció oficialmente que la canción se lanzaría el 24 de enero, junto con otro sencillo, "Three Six Five". Las canciones se lanzaron juntas como un sencillo doble cara A. El video musical de la canción se lanzó el 3 de abril de 2025, dirigido por Lewis Cater.
La gira de la banda de 2025 lleva el nombre de la canción.

## Letra
La canción funciona tanto como una crítica social como una declaración personal. La letra aborda el creciente declive social, criticando la adicción a las emociones superficiales y el creciente aislamiento de las personas. Además, transmite un mensaje sobre la superación de los miedos personales y la aceptación de las experiencias de la vida.
En una entrevista con "Faceculture", Eric Bass comentó que la canción "trata sobre cómo, como sociedad, sometemos a los niños a un montón de fármacos, al menos en Estados Unidos, sin duda: muchos antidepresivos, Ritalin y cosas así. Y, por cierto, ese fue un punto en el que tuve suerte de niño. Me diagnosticaron lo que simplemente se denominaba TDA en la década de 1970, pero no había una 'H' en TDAH. Pero querían recetarme Ritalin, y mi madre se negó, lo cual me alegra mucho. En aquel entonces, siendo niño, no estaba seguro de cómo desenvolverme en esas aguas".

## Posicionamiento en lista
| Lista (2025)                                  | Posición |
| --------------------------------------------- | -------- |
| Canadá Mainstream Rock (Billboard)            | 2        |
| Germany Airplay (TopHit)                      | 49       |
| Italy Rock Airplay (FIMI)                     | 20       |
| Estados Unidos (Hot Rock & Alternative Songs) | 36       |
| Estados Unidos (Rock Airplay)                 | 5        |